# HD 38529
HD 38529, auch als HR 1988 bezeichnet, ist ein Sternsystem im Sternbild Orion. Der Hauptstern, HD 38529 A, gehört der Spektralklasse G4 an und hat eine Masse von etwa 1,4 Sonnenmassen. Er wird von mindestens zwei substellaren Objekten umrundet, HD 38529 b und HD 38529 c, wobei ersteres wahrscheinlich ein Exoplanet und zweiterer ein Brauner Zwerg ist. In einer Entfernung von 284" von der Hauptkomponente bei Positionswinkel 305° befindet sich HD 38529 B, ein Begleiter mit gemeinsamer Eigenbewegung, bei dem es sich um einen Roten Zwerg der Spektralklasse M3 handelt.

## HD 38529 b
HD 38529 b, auch HD 38529 Ab, ist ein Exoplanet, der den Hauptstern mit einer Umlaufperiode von 14,31 Tagen umkreist. Er wurde im Jahr 2000 von Geoffrey Marcy et al. mit Hilfe der Radialgeschwindigkeitsmethode entdeckt; seine Mindestmasse beträgt 0,85 Jupitermassen. Sein Orbit hat eine große Halbachse von ca. 0,13 Astronomischen Einheiten und eine Exzentrizität von 0,25.